# Drosophila kashmirensis
Drosophila kashmirensis är en tvåvingeart som beskrevs av Kumar och Gupta 1985. Drosophila kashmirensis ingår i släktet Drosophila och familjen daggflugor.
Artens utbredningsområde är Indien.